# مارکز جانسون
مارکز جانسون (انگلیسی: Marques Johnson؛ زادهٔ ۸ فوریهٔ ۱۹۵۶) یک بازیکن بسکتبال اهل ایالات متحده آمریکا است.